# Coolville (Ohio)
Pour les articles homonymes, voir Coolville.
Coolville est un village américain situé dans le comté d'Athens, dans l’Ohio. Selon le recensement de 2020, sa population est de 496 habitants.